# 愛を信じたい
「愛を信じたい」（あいをしんじたい）は、1991年8月21日に発売された八代亜紀の63枚目のシングルである。

## 解説
秋元康が初参加。2001年に発売されたアルバム『MOOD』にはR&B風にアレンジされた本曲のセルフカバーが収録された。

## 収録曲
全曲作詞：秋元康／作曲：中崎英也／編曲：川村栄二
1. 愛を信じたい
2. 愛を信じたい（カラオケ）
3. 酒占い
4. 酒占い（カラオケ）